# Harsthorn
Das Harsthorn, auch Harschhorn (frühneuhochdeutsch), ist eine Naturtrompete aus einem gebogenen langen Rinderhorn, das mit einem Trompetenmundstück bestückt ist und mit dem zum Kampf geblasen wurde. 

## Ursprung

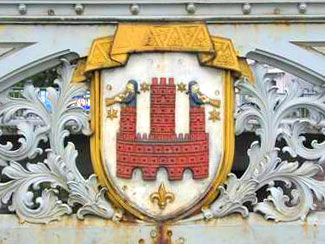
Stadtsiegel Freiburg im Breisgau

Harsthörner wurden bereits bei den Kelten, Germanen und Wikingern verwendet, um sich in Kampf verständigen zu können, die Truppen zur Schlacht anzustacheln und den Feind mit einer Art akustischer Kriegsführung zu demoralisieren. Das Harsthorn zählt somit zu den ältesten Blasinstrumenten überhaupt. Bei den Pfadfindern werden Harsthörner vielerorts als Signalhorn verwendet, um zum Stammesthing zu rufen.

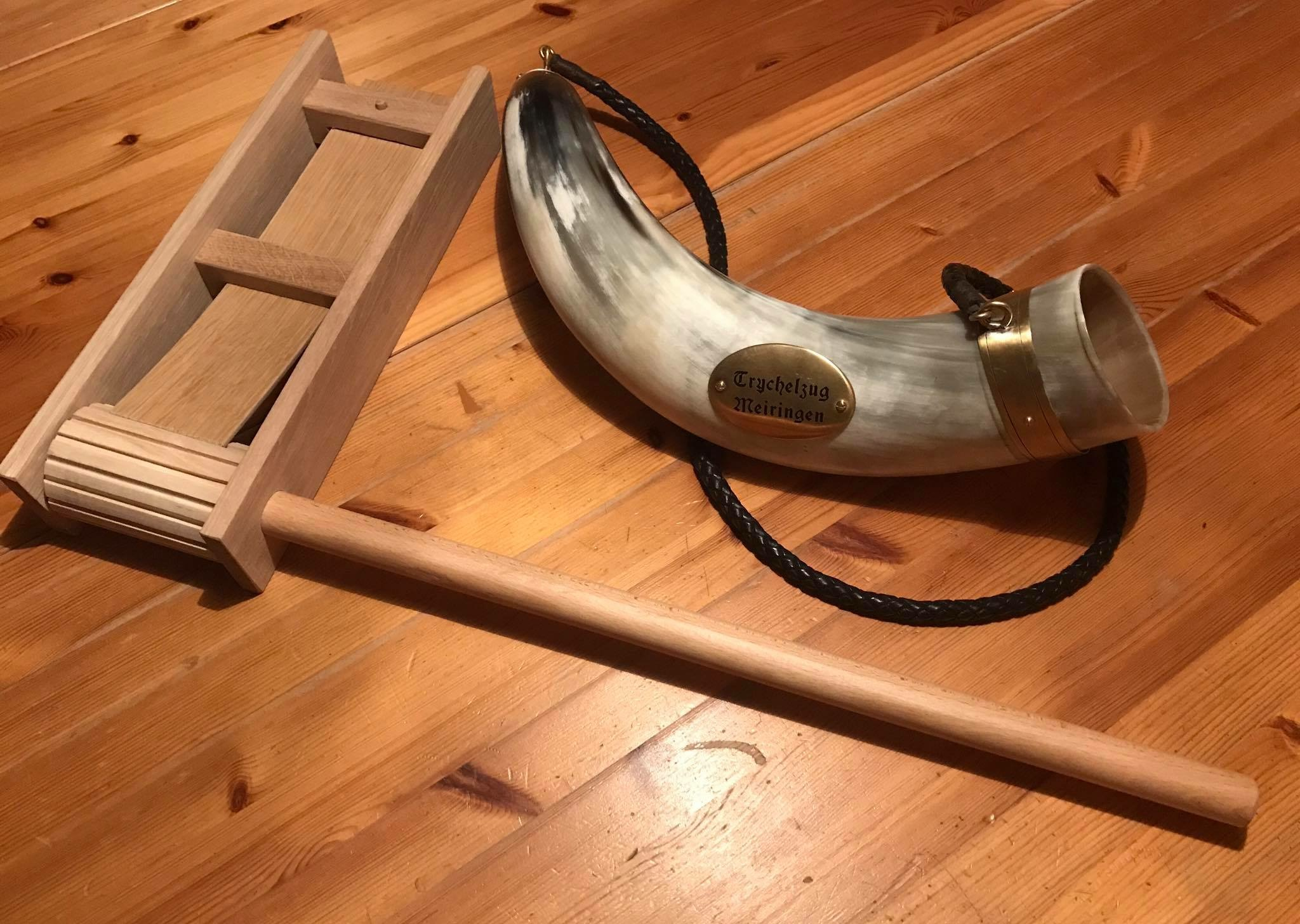
Harsthorn

Harsthörner können sehr aufwändig mit Runen verziert oder mit Metall beschlagen sein und waren vor allem im alemannischen Kulturraum verbreitet. Der Klang der Hörner muss wie bei der Schlacht von Grandson 1476 eine ungeheure Wirkung ausgeübt haben. Nikolaus Schradins Reimchronik über den Schwabenkrieg 1499 hielt fest: «Der styer von Ure treib ein grob gesang». Der Uristier war aber auch bei friedlicheren Anlässen wie den Fasnachtsfahrten des frühen 16. Jahrhunderts mit von der Partie. Das bereits im Jahr 1218 eingeführte Stadtsiegel von Freiburg zeigt drei Türme über der Stadtmauer mit drei offenen Toren. Darauf befinden sich zwei Wächter, die ein Harsthorn blasen, um zum Gerichtstag zu rufen, was Gerechtigkeit symbolisiert.

## Harsthorn im Kampf
Bekannt ist, dass die Eidgenossen während der Schlachten die Harsthörner zur Einschüchterung ihrer Gegner verwendeten. Diese Harsthörner benutzte man ebenso zur Zeichengebung etwa zur Besammlung im Lager, auf dem Marsch, im Angriff oder zum Rückzug. Hierbei haben der Uristier und die Kuh von Nidwalden Berühmtheit erlangt. Ein unbekannter Chronist aus dem Jahr 1468 schreibt dazu, „dass den großmäuligen Edelleuten beim Klang der Harsthörner der Föhn in die Hosen fuhr und sie über Stauden und Stöcke hinaustrug“.